# Жан Брабантс
Жан Брабантс (на нидерландски: Jeanne Brabants) е белгийска балерина, балетмайсторка, хореографка и танцьорка.

## Биография
Тя е родена на 25 януари 1920 година в Антверпен. Учи танци при Курт Йос и в Кралското балетно училище в Лондон.
През 1941 година създава собствена балетна трупа. През 1951 година постъпва в балета на Фламандската опера, а през 1961 година става негов директор. През 1969 г. оглавява новосъздадения Кралски балет на Фландрия в Антверпен, който оглавява до 1984 година.
Жан Брабантс умира на 2 януари 2014 година в Антверпен.